# Lohmühlenpark

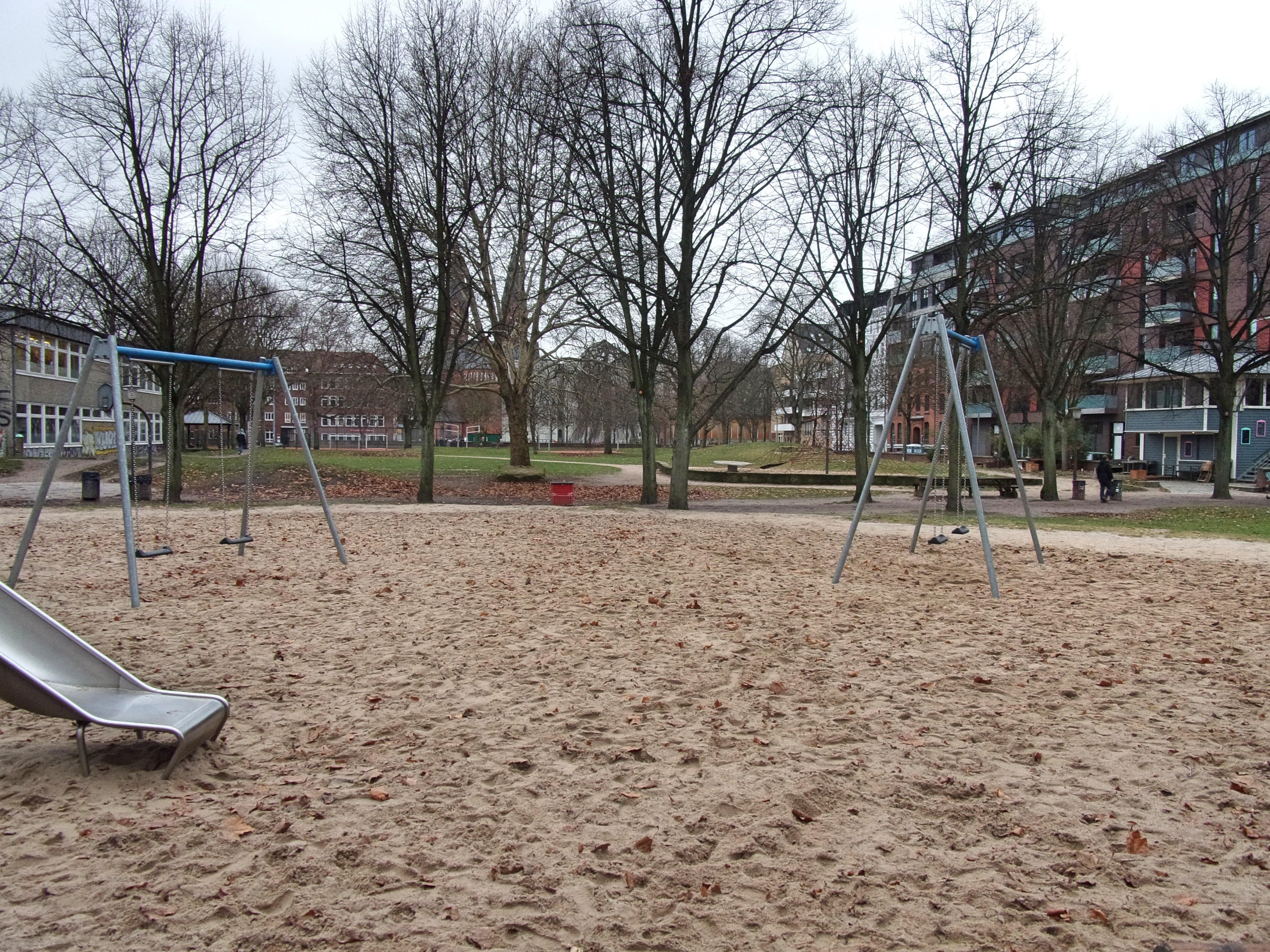
Spielplatz im nördlichen Teil

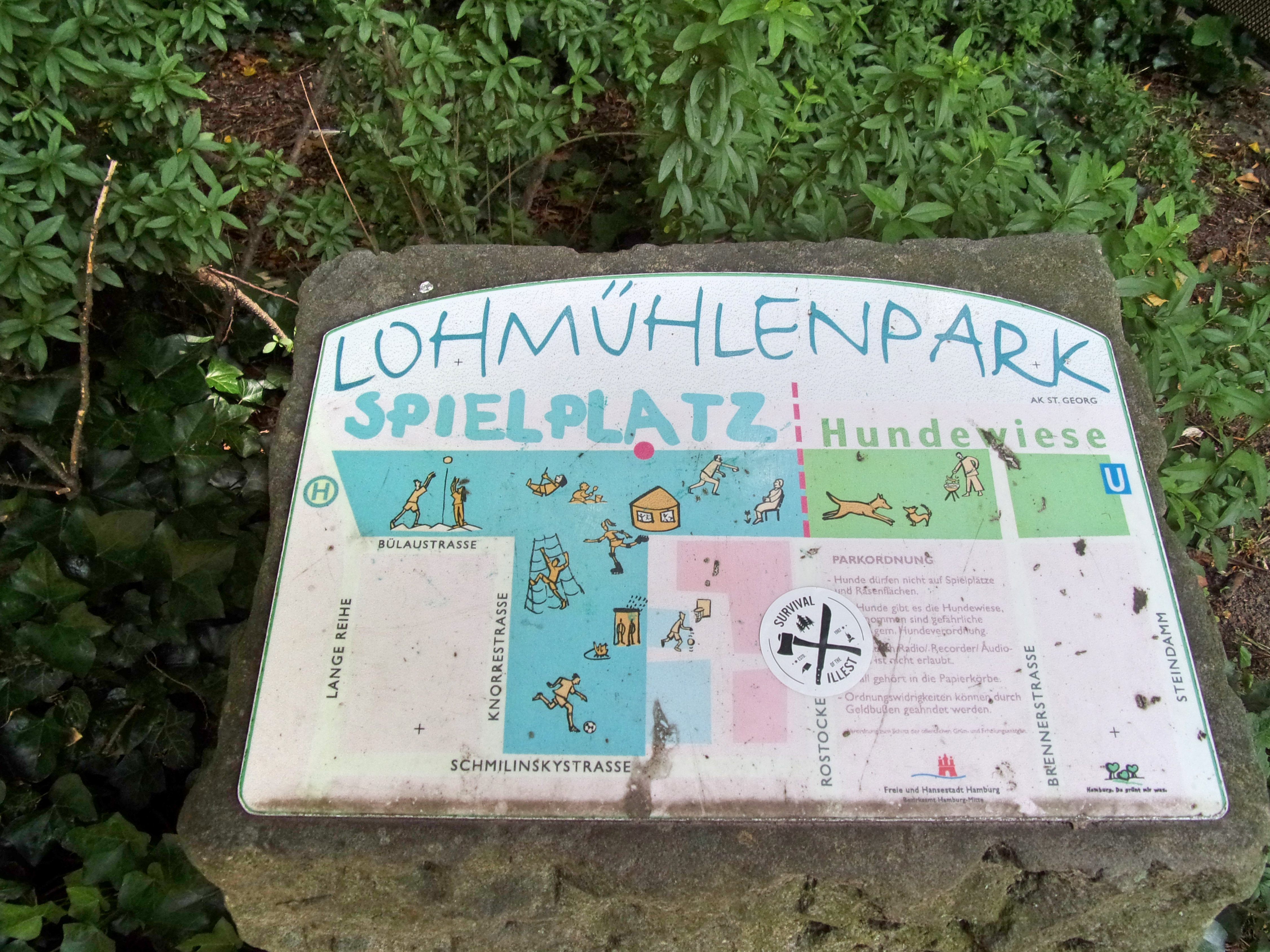
Hinweisschild mit Aufteilung der Parkbereiche im nördlichen Teil

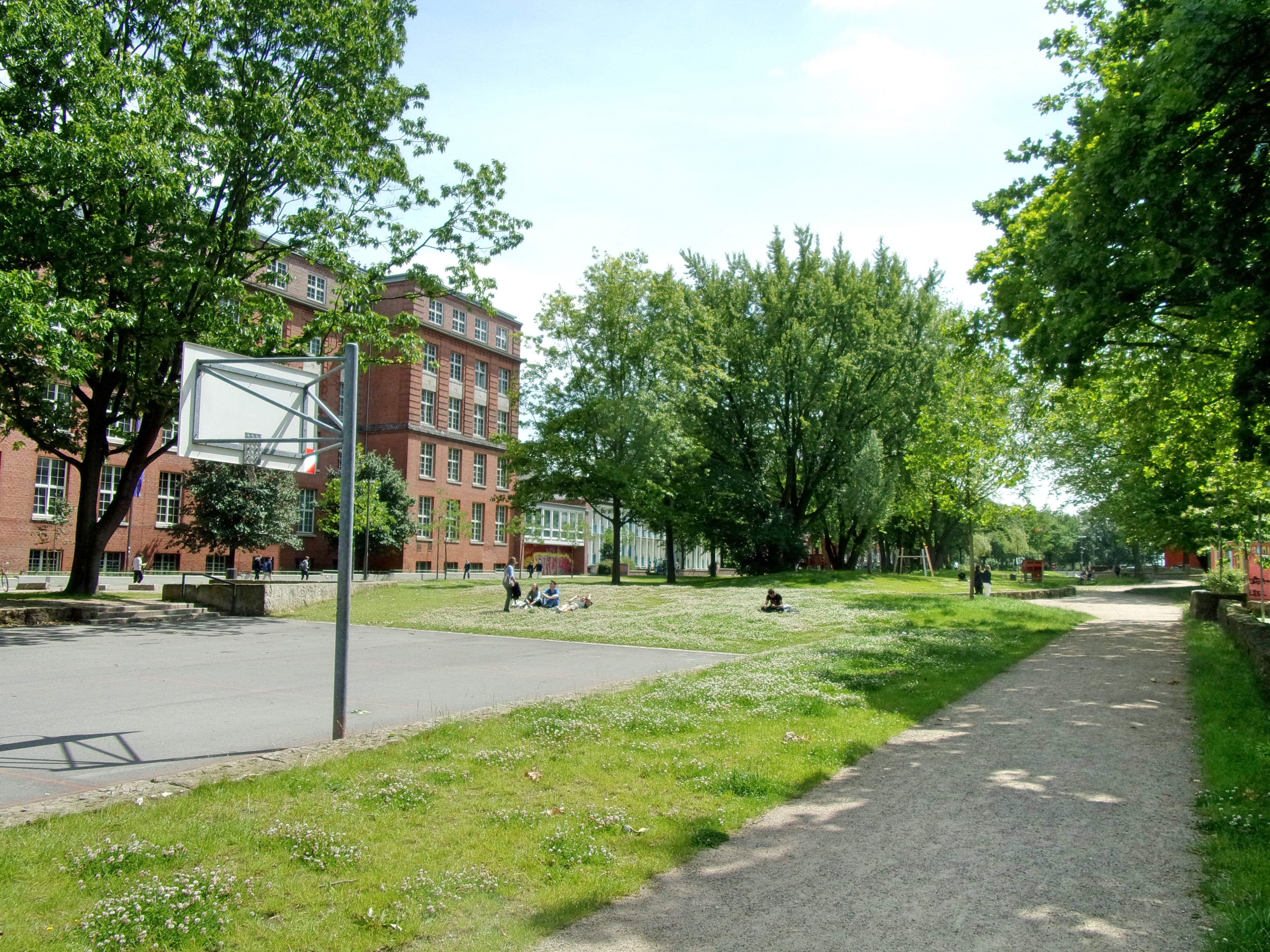
Südliche Erweiterung, im Hintergrund das Hauptgebäude der HAW Hamburg

Der Lohmühlenpark (auch: Lohmühlen-Grünzug) ist eine öffentliche Grünanlage im Hamburger Stadtteil St. Georg. Der knapp einen Kilometer lange und im Durchschnitt nur 40 bis 50 Meter breite Grünzug erstreckt sich entlang der Lohmühlenstraße und der Straße Berliner Tor von der Langen Reihe im Norden bis zum S- und U-Bahnhof Berliner Tor im Süden. Er ging aus einer ursprünglich viel kleineren Anlage hervor und wurde im Laufe der Zeit schrittweise erweitert und ausgebaut. Aufgrund seiner zentralen Lage und guten Verkehrsanbindung ist der Park nicht nur bei Anwohnern beliebt, sondern wird auch von Menschen aus anderen Stadtteilen besucht.

## Geschichte
Der Verlauf des Parks folgt dem einstigen Festungswall Neues Werk, der seit dem 17. Jahrhundert die außerhalb des eigentlichen Stadtwalls gelegene Vorstadt St. Georg schützte. Um 1820 wurden der Wall und der davor verlaufende Wallgraben eingeebnet und auf einem Teil desselben das Allgemeine Krankenhaus St. Georg errichtet. Die vor dem Krankenhaus parallel zum einstigen Wall verlaufende Straße hieß zunächst Beym Krankenhause und wurde erst 1857 in Lohmühlenstraße umbenannt, in Erinnerung an eine kurz zuvor abgebrochene Lohmühle an der Außenalster.
Der nördliche, alsternahe Teil des heutigen Parkgeländes war noch bis Ende des 19. Jahrhunderts unbebaut und wurde überwiegend als Bleichwiese genutzt, zum Teil auch als „Schützenhof“ (Schieß- und Festplatz) der örtlichen Schützengilde. Um 1900 entstand zunächst eine kleinere Parkanlage zwischen Bülaustraße, Lohmühlenstraße, Lange Reihe und Rostocker Straße, während der südliche Bereich bis an den ehemaligen Wall heran bebaut wurde. Nach dem Bau des U-Bahnhofs Lohmühlenstraße wurde der Grünzug nach Süden verlängert und auch eine Fußgängerunterführung unter dem Steindamm hindurch angelegt. In den 1990er Jahren bis 2001 wurde der nördliche Teil bis zum Steindamm neu gestaltet und dabei auch um den benachbarten Spielplatz Knorrestraße erweitert. Ab 2011 bis 2018 wurde schließlich der Bereich südlich des Steindamms bis zum Berliner Tor in die Parkgestaltung einbezogen. Perspektivisch soll der Park im Süden über den Stoltenpark weiter nach Süden verlängert und zu einer „Grünachse“ von der Alster über die Bille bis zur Elbe entwickelt werden. 

## Ausstattung

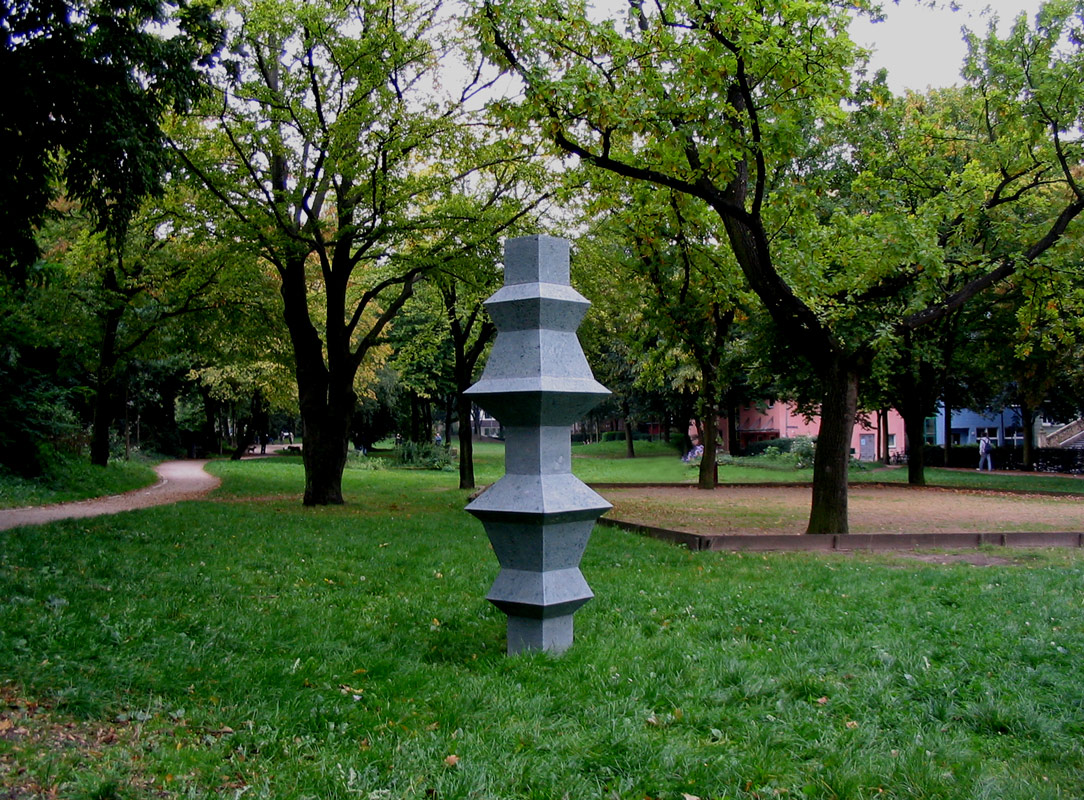
Skulptur von Klaus Becker im nördlichen Teil des Lohmühlenparks

Der Park umfasst neben Spazierwegen und zahlreichen Sitzbänken mehrere Spielplätze für unterschiedliche Altersgruppen, verschiedene Sport- und Bewegungsmöglichkeiten (Basketball, Beachvolleyball, Streetball, Kletterfelsen) sowie eine geschützte Hundeauslaufzone. Seit 1997 besteht ein Spielhaus und eine Außengastronomie. Im Rahmen des Programms Kunst im öffentlichen Raum wurde 2006 eine Skulptur des Bildhauers Klaus Becker aufgestellt. 
Der Park ist über den S- und U-Bahnhof Berliner Tor sowie den U-Bahnhof Lohmühlenstraße an das Schnellbahnnetz des HVV angebunden, zudem verkehren in der Langen Reihe, am Steindamm und Beim Strohhause mehrere Buslinien.  